# Szerencsi cukorgyár
Az 1889–2007 között üzemelő szerencsi cukorgyár a magyarországi rendszerváltáskor működő 12 cukorgyár egyike volt. A külföldi és magyarországi bankok által alapított, kedvezményes állami kölcsönnel támogatott cég több mint százéves működése alatt meghatározó szerepet játszott a szerencsi térség fejlődésében.

## Története

### 1889–1919
Az 1888-ban elfogadott új cukoradótörvény kedvező lehetőségeket biztosított a cukoripar fejlődésének. A Zemplén Megyei Gazdasági Egyesület már 1888 decemberében javasolta a vármegyében cukorgyár építését. A gazdasági egyesület és a kormány tárgyalásain lehetséges helyszínként elsődlegesen Sátoraljaújhely, mellette Nagymihály, Tiszalúc és Szerencs jött szóba. Mivel Sátoraljaújhely polgárai közömbösek voltak a gyár létesítése iránt, végül Szerencsre esett a választás.
A Szerencsen és Botfaluban létesítendő cukorgyár építésére 1889. február 24-én alakult meg a Magyar Cukoripari Részvénytársaság. A 3 millió forint alaptőkét a berlini S. Bleichröder bank, a bécsi Rothschild bank és a budapesti Magyar Általános Hitelbank jegyezték. Az  alapítás támogatására a magyar állam húsz évre 900 000 forint kölcsönt nyújtott, kedvezményes 4%-os kamattal. A szerencsi fióktelepet 1889. augusztus 17-én jegyezték be.
A gyár  építése 1889. áprilisban kezdődött meg, az építkezésen 1500-an dolgoztak, augusztustól a szerelési munkákon 1000-en. A berendezéseket javarészt Csehországból szállították. 1889. december 10-én túlnyomórészt cseh és morva szakmunkásokkal beindult a gyártás. Az első feldolgozási idényben 31 751 tonna cukorrépából 128 nap alatt 2181 tonna cukrot gyártottak. Még a gyártási szezon vége előtt, 1890. március 2-án elhatározták a kapacitás bővítését (napi 700 tonna répáról 1200-ra), ehhez az alaptőkét duplájára emelték. Az új kibocsátású részvényeket a  berlini S. Bleichröder bankból és a Disconto Gesellschaftból álló konzorcium jegyezte. 1892-től a többségi tulajdonos a Magyar Általános Hitelbank lett.
A répa mellett vásárolt nyerscukorból is finomítottak cukrot; 1895/96-ig a nyerscukor finomítás mennyisége minden évben meghaladta a répacukor-termelését. 1894-től kezdve a gyár exportra is termelt, ez elsősorban a Balkánra, Törökországba és a levantei kikötőkbe szállítást jelentette.
A századforduló utánra a cég gazdasági helyzete megszilárdult, az állami kölcsönt két évvel lejárat előtt visszafizették. 1909-ben a Magyar Cukoripari Rt. illetve a Hitelbank részt vett az Alföldi Cukorgyár Rt., 1911-ben pedig a Bácsmegyei Cukorgyár Rt. (újverbászi cukorgyár) megalapításában. 1912-ben többségi tulajdont szerzett a Carl Stummer Cukorgyári Rt.-ben (nagyszombati és nagytapolcsányi gyárak), és megalapította a Szatmári Cukorgyár Rt.-t,  Szatmárnémetibe tervezett gyárral , amely azonban nem épült meg. 1913-ban megvásárolta és újjászervezte a felszámolás alatt álló marosvásárhelyi cukorgyárat.
A gyár működése magával vonta Szerencs község fejlődését is. A népesség gyarapodása mellett fellendült a kisipar és a kereskedelem is; a cukorgyár üzleti partnereinek elszállásolására 1891-ben épült fel a Nagyszálló.
Az első világháború elején, 1915/16-ban a termelés a háború előttinek egy ötödére, a végére pedig (1919/20) egy kilencedére esett vissza, a mezőgazdaságban mutatkozó munkaerőhiány miatt. A gyárban a kieső munkaerőt részben hadifoglyokkal pótolták; de a hadiszállítások miatti fuvarozási nehézségek miatt az üzem csak a kapacitásának felével működött, és gyakoriak voltak a leállások. A vásárolt nyerscukor finomítása 1915-ben megszűnt. Ugyanakkor a cég folytatta a terjeszkedést: 1916-ban a szófiai, 1917-ben a belgrádi cukorgyárban szereztek részesedést.

### 1919–1948
A Tanácsköztársaság alatt, 1919. március 26-án a cukorgyárat államosították. A gyár vezetését Bors Kálmán (1889–1950) orosz hadifogságból hazatért mérnök vette át. Szintén ő vezette a szerencsi községi direktóriumot is, amelynek összesen nyolc cukorgyári tagja volt. 1919. május 1-jén a gyárat intervenciós csapatok foglalták el. A Tanácsköztársaság bukása után a direktórium tagjait részben letartóztatták, részben emigráltak. Ebben az évben a termelés a mélypontra zuhant, mindössze 1121 tonna cukrot gyártottak.
1922-1926 között zajlott a gyár rekonstrukciója, amely elsősorban az önköltség csökkentését célozta. Kicserélték a kazánokat, üzembe helyezték az erőtelepet, új cukorfőző berendezéseket állítottak be. A fejlesztések eredményeképpen a gyár napi 2000 tonna répa feldolgozására vált alkalmassá. A termelés folyamatosan növekedett, míg a rekonstrukció előtti utolsó kampányban, 1921/22-ben 6790 tonna cukrot állítottak elő, 1929/30-ban az éves termelés már 25 052 tonna, 1930/31-ben pedig 23 436 tonna volt. Ezt éves átlagban 588 fő alkalmazásával érték el, akik között már csak 10-en voltak külföldiek.
A gyár tulajdonosa, a Magyar Cukoripar Rt. 1920-ban megalapította a budapesti Excelsior Csemegekonzervgyárat, amely azonban csak rövid ideig működött. 1921-ben a Hangya Szövetkezettel közösen hozta létre a Magyar Kakaó- és Csokoládégyár Rt.-t, amely először Debrecenben, 1923-tól Szerencsen a cukorgyár helyiségeiben termelt, 123 fővel. A Magyar Cukoripar Rt. 1926-ban megszerezte a selypi cukorgyár részvényeit is.
Az 1929-es nagy gazdasági világválság, illetve 1931 után a nemzetközi exportkorlátozások következtében az 1930-as években a termelés a válság előttinek mintegy felére esett vissza, az 1931/32-es kampánytól kezdve a második világháború kitöréséig az egyes évek termelése 9662–12 240 tonna között mozgott. 1935-ben a gyárban újabb rekonstrukciót hajtottak végre, amikor elsősorban a finomítót korszerűsítették, de a feldolgozási kapacitást is megnövelték napi 2300 tonnáig. A kockacukor fokozatosan átvette a süvegcukor helyét a gyár termékválasztékában; 1935 után ez utóbbi gyártását meg is szüntették.
Az 1937-es londoni nemzetközi cukoregyezmény megcélozta az exportárak növelését, és ugyanebben az évben a magyar cukorgyárak kartellegyezményt kötöttek a verseny korlátozására. 1939-ben a cukorgyárakat hadiüzemekké nyilvánították, 1940-től pedig jegyrendszert vezettek be. Az éves cukortermelés 1944-ig továbbra is 9-12000 tonna között mozgott.
1944 novemberében a front közeledésekor a német katonai parancsnokság előbb a gyár teljes felrobbantását tervezte, de végül csak az iparvágányt robbantották fel, és a gyár leszerelhető berendezéseit elszállították. A gyári készletek a visszavonuló csapatok fosztogatásának estek áldozatul. A szovjet hadsereg december 13-án vonult be Szerencsre, és 14-én elkezdődött a gyár helyreállítása. A gyártás 1945. január 10-én indult el, és a nyolc napos kampány alatt 266 tonna cukrot állítottak elő. Az 1945-ös gyártási idény az anyagellátási nehézségek miatt csak december 12-én kezdődött, és december 23-áig tartott, a gyártott cukor mennyisége 1399 tonna volt. A műszaki szükségmegoldások fokozatos felszámolásával, és a répatermelés stabilizálásával a gyár 1947/48-ban már 8738, 1948/49-ben pedig 13 741 tonna cukrot állított elő.
A világháborút lezáró potsdami egyezmény értelmében a gyár tőkéjének 13,93%-át kitevő, német tulajdonban levő részvényeket a Szovjetunió kapta meg, egyidejűleg a Magyar Cukor Részvénytársaság igazgatóságát két szovjet taggal bővítették. 1947 végén pedig a pénzintézetek államosításával a Magyar Általános Hitelbank részvényei a magyar állam tulajdonába kerültek.

### 1948–1991
Az 1948. évi 25. törvénycikkellyel, illetve a végrehajtását szabályozó 3500/1948 kormányrendelettel a szerencsi cukorgyárat a többi magyar cukorgyárhoz hasonlóan államosították; az irányításuk a Pénzügyminisztérium felügyelete alatt álló Cukoripari Igazgatósághoz tartozott. Az államosított magyar cukoripar 1948. november 10-ére teljesítette a hároméves tervet, és a kampány végéig 54%-kal túlteljesítette. 1949-ben sikerült megteremteni a legszükségesebb felújítások fedezetére, így korszerűsíteni tudták a gyár úsztatórendszerét.
Az első ötéves terv időszakában (1951–1954) a nehézipar kiemelt fejlesztése miatt az élelmiszeriparnak, azon belül a cukoriparnak nem jutottak források, ennek ellenére az 1953/54-es üzemévben a szerencsi cukorgyár 30 608 tonnás rekordtermelést ért el. Ebben az évben próbálkoztak első ízben a cukornádból készült import nyers cukor finomításával is. A karbantartás elmaradása és az anyagelhasználódás miatt 1953/54-ben tömegesen lyukadtak ki a bepárlócsövek, 1955-ben pedig összeroppant egy főzőkészülék.
1956-ban a forradalom eseményei miatt leállt a vasúti közlekedés, így a gyárat november 6-a és 14-e között le kellett állítani. Országos viszonylatban Szerencset érte azonban a legkevesebb kár, a gyártott mennyiség ebben az évben is 28 000 tonna felett volt.

### 1991-től napjainkig
1991. június 26-án a szerencsi cukorgyárakban a Béghin-Say SA francia cukoripari vállalat szerzett tulajdonrészt és irányítási jogosultságot, 1995-ben pedig többségi tulajdonossá vált.
2003-ban a Béghin-Say SA eladta magyarországi cukoripari érdekeltségeit – a hatvani, szerencsi és szolnoki cukorgyárakat – a német Nordzucker AG-nak, s az elhatározta az általa megvásárolt magyarországi cégek fúzióját. A Szerencsi Cukorgyár Zrt. és a Szolnoki Cukorgyár Zrt. beolvasztása az ekkor már csak a hatvani cukorgyárat működtető Mátra Cukor Zrt-be 2004. július 1-jén történt meg.
2008. március 10-én a Mátra Cukor Zrt. bejelentette, hogy a cukorrépahiány miatt a társaság megszünteti a gyártást a 6000 tonna répa/nap kapacitású üzemben. Az intézkedés 111 dolgozót érintett. A munkájukat elvesztő dolgozók a kollektív szerződésben biztosított felmondás és végkielégítésen felül átlagosan 21 havi munkabérüknek megfelelő kárpótlásban és egyéb juttatásokban részesültek.
A cukorgyártás leállítását követően a gyártási épületeket lebontották. 2009-ben, a bejelentés első évfordulóján a gyár előtt emlékparkot avattak, ahol elhelyezték a cukorgyár bronzból öntött makettjét, Ekker Róbert alkotását. 2011-ben a gyár egyes épületeit műemlékké nyilvánították.
1989-ben megnyílt és 2017-ben kapott felújítást a Cukormúzeum.
1991 óta a Nestlé Hungária Kft. közép-európai regionális kávé- és kakaóitalpor gyártó és -töltő üzeme működik a hajdani cukorgyár egy részén.